# ۴ آوریل
۴ آوریل در تقویم گرگوری، نود و چهارمین (در سال‌های کبیسه نود و پنجمین) روز سال است. ۲۷۱ روز تا پایان سال باقی است.

## رویدادها
- ۱۹۴۹ – تأسیس پیمان ناتو
- روز جهانی هشدار و مبارزه با مینهای زمینی.[۱]

## زادروزها
- ۱۹۷۹ - هیث لجر، بازیگر و کارگردان.
- ۱۹۶۵ - رابرت داونی جونیور، تهیه‌کننده، موسیقی‌دان، بازیگر، و خواننده آمریکایی.